# Гленфарн
Гленфарн (англ. Glenfarne; ирл. Gleann Fearna) — деревня в Ирландии, находится в графстве Литрим (провинция Коннахт).
Местная железнодорожная станция была открыта 1 января 1880 года и закрыта 1 октября 1957 года.
Находится на границе с Великобританией (Северной Ирландией).